# 3814 Hoshi-no-mura
3814 Hoshi-no-mura је астероид главног астероидног појаса са средњом удаљеношћу од Сунца која износи 3,151 астрономских јединица (АЈ).
Апсолутна магнитуда астероида је 12,3.